# Pluimpapaver
Pluimpapaver (Macleaya cordata) is een overblijvende plant die tot de papaverfamilie behoort. De soort komt van nature voor in de gematigde gebieden van China en Japan en is van daar uit verder verspreid. Pluimpapaver wordt gebruikt als sierplant en komt in Nederland verwilderd voor. Het aantal chromosomen is meestal 2n = 20, maar 10 komt ook voor.
De plant wordt tot 250 cm hoog en vormt wortelstokken. De voet is verhout. De stengel heeft een blauwgrijze rijplaag en bevat bruinachtig, giftig melksap. De afwisselend geplaatste bladeren zijn verdeeld in bladsteel en bladschijf. De bladsteel is 2 tot 15, zelden tot 20 cm lang. Het blauwgroene blad is rondachtig hartvormig van vorm met een lengte en breedte van 10-30 cm met 7-9 lobben.
Pluimpapaver bloeit vanaf juli tot in augustus. De 15-40 cm lange, veerachtige bloeiwijze is een pluim, die veel bloemen heeft. De bloemsteeltjes zijn 4-10 mm lang. De bloem heeft twee vuilwitte tot koraalroze, 5-10 mm lange kelkblaadjes, die al vrij snel afvallen, waardoor alleen de meeldraden te zien zijn. Er zijn geen kroonblaadjes. Er zijn 8-30 meeldraden. De ongeveer 1 mm lange stempel heeft twee lobben.
De gladde, 15-20 mm grote doosvrucht bevat 4-6(-8) donkerbruine, eivormige, 1,5-2 mm grote zaden.
- Illustratie. 1=pluimpapaver

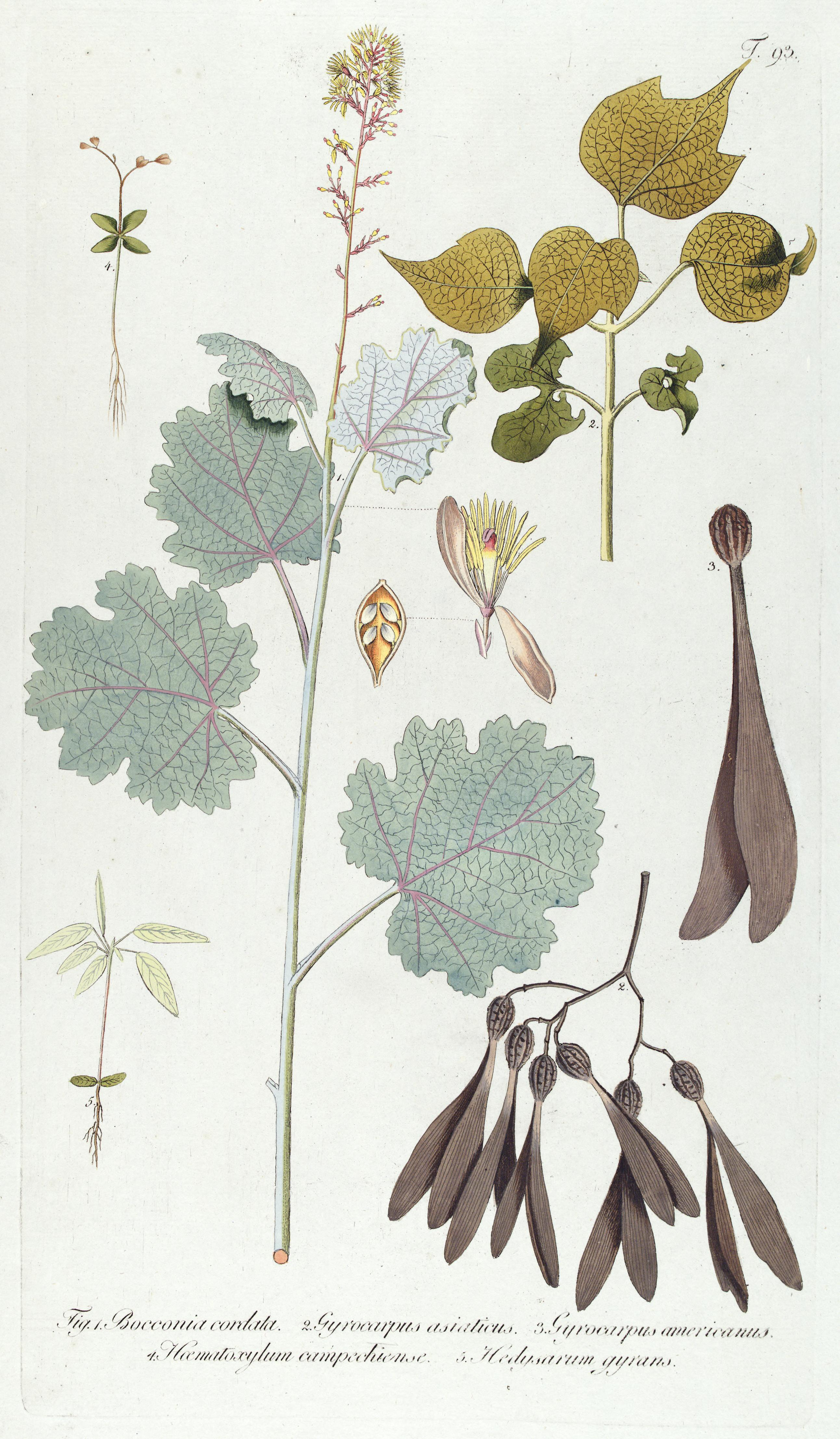
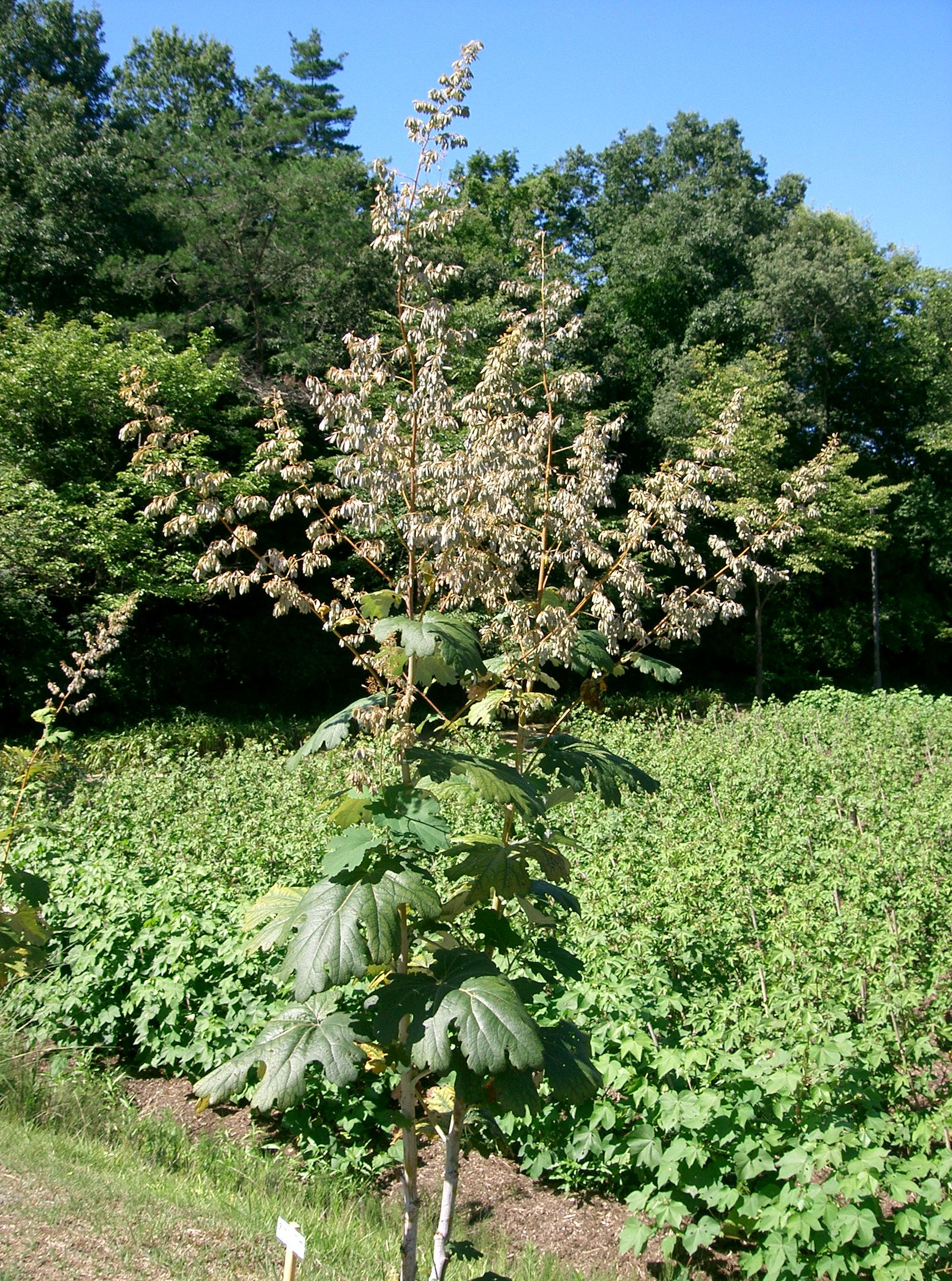
Plant
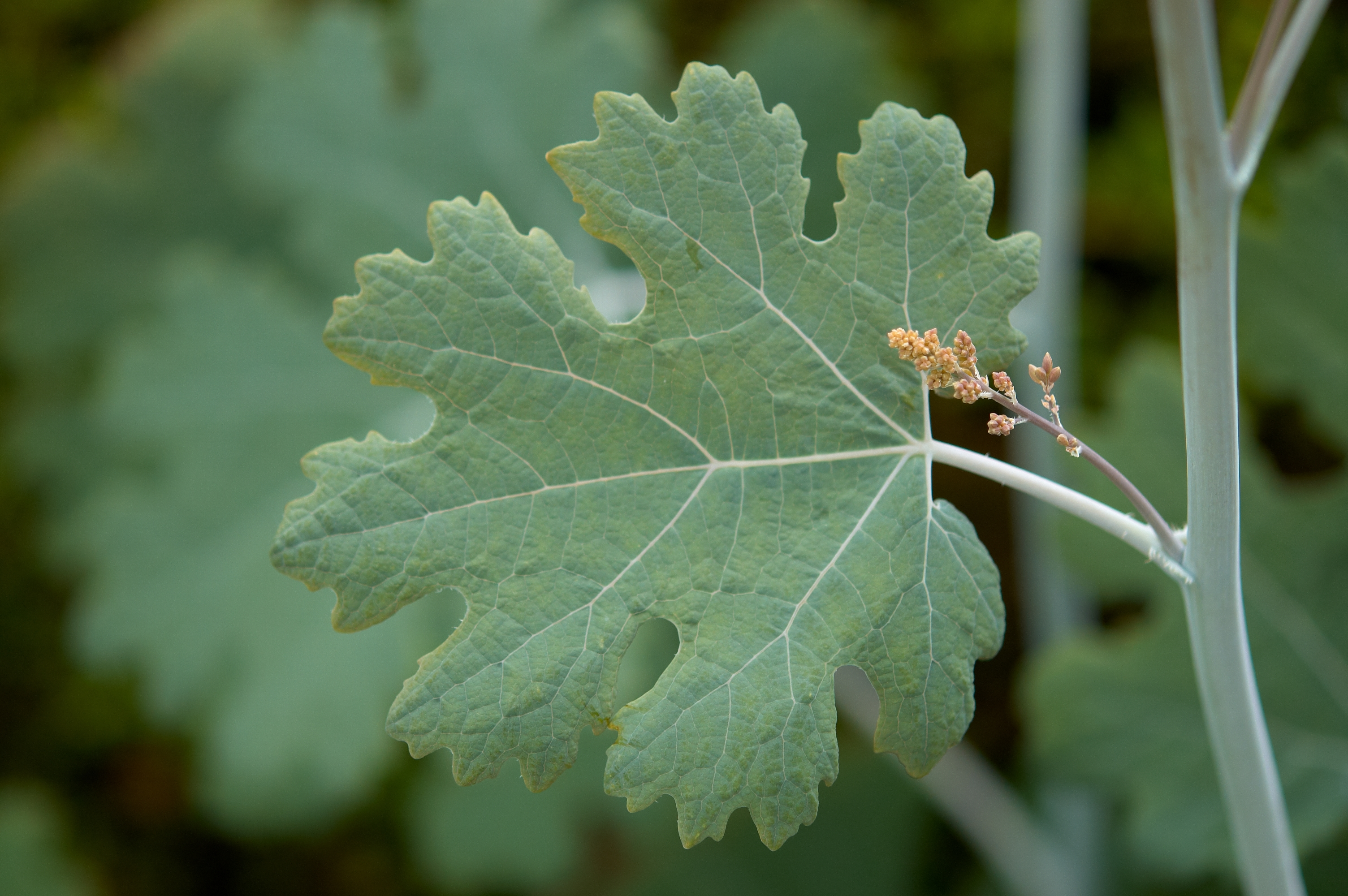
Blad
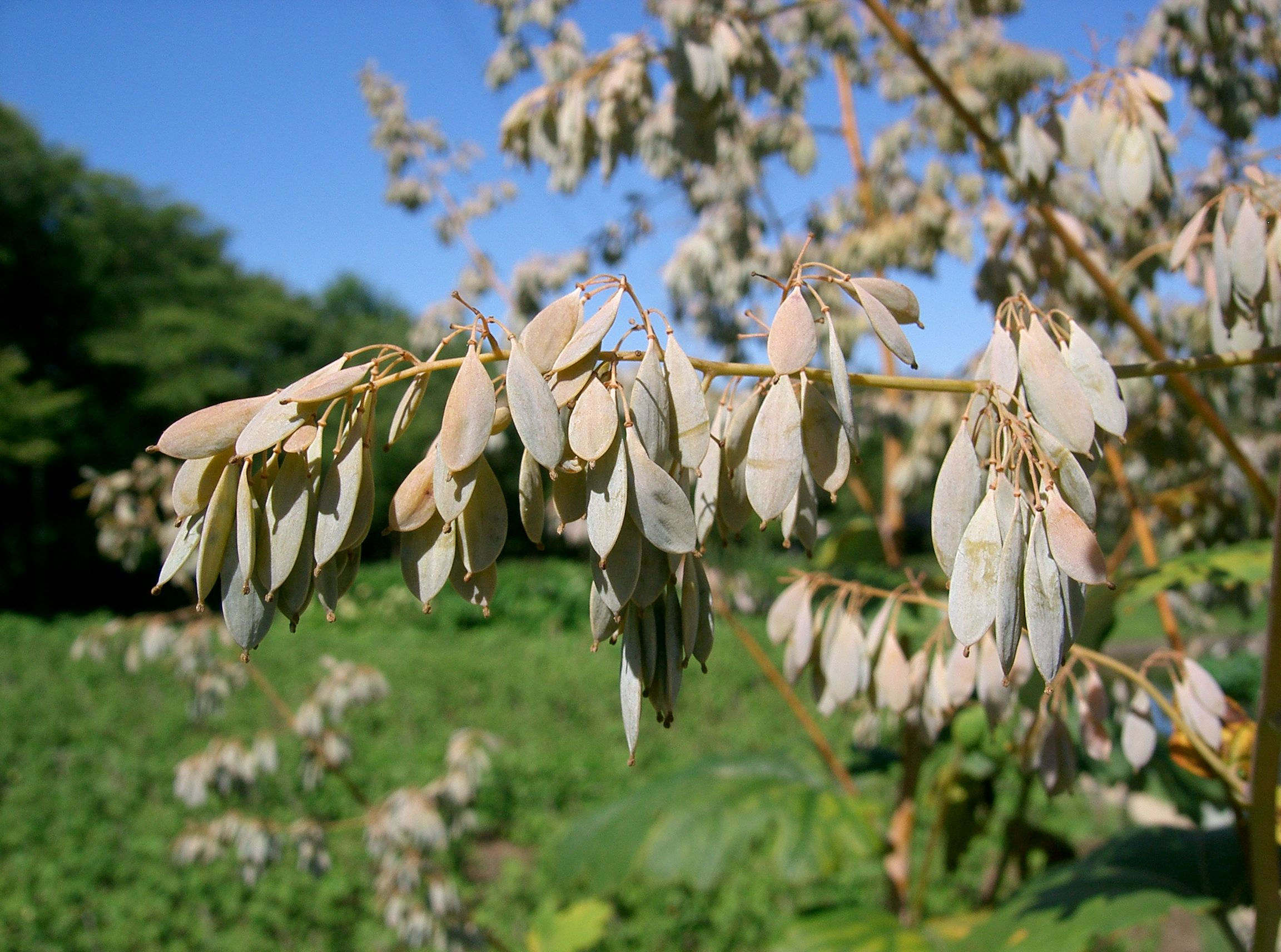
Vruchten